# Fara, Bloke
Fara este o localitate din comuna Bloke, Slovenia, cu o populație de 56 de locuitori.